# (10582) Harumi
(10582) Harumi est un astéroïde de la ceinture principale.

## Description
(10582) Harumi est un astéroïde de la ceinture principale. Il fut découvert le 3 octobre 1995 à Moriyama par Yasukazu Ikari. Il présente une orbite caractérisée par un demi-grand axe de 3,10 UA, une excentricité de 0,18 et une inclinaison de 12,2° par rapport à l'écliptique.

## Compléments